# West Rutland (Vermont, város)
West Rutland város az USA Vermont államában, Rutland megyében. Lakosainak száma 2214 fő (2020. április 1.).

## Népesség
A település népességének változása:

| 2010 | 2 326 |
| 2020 | 2 214 |